# Woodall-számok
Woodall-számnak nevezzük azokat a számokat, amelyek felírhatók n · 2n ‒ 1 alakban, ahol n pozitív egész szám. Jelölésük: Wn. Sok Woodall-szám prím. Ezeket a prímeket Woodall-prímeknek nevezzük. Az n-edik Woodall-számot {\displaystyle W_{n}}-nel jelöljük.
1; 7; 23; 63; 159; 383; 895; 2047; 4607; 10239; 22527; 49151; 106495; 229375; 491519; 1048575; 2228223; 4718591; 9961471; 20971519; 44040191; 92274687; 192937983; 402653183; 838860799; 1744830463; 3623878655; 7516192767; 15569256447; 32212254719; 66571993087; 137438953471; 283467841535; 584115552255; 1202590842879; 2473901162495; 5085241278463; 10445360463871; 21440476741631; 43980465111039; 90159953477631; 184717953466367; 378231999954943; 774056185954303; 1583296743997439

## További információ
- Cullen számok az OEIS adatábzisában